# Tarka hegyisáska
A tarka hegyisáska (Podisma pedestris) a sáskafélék családjába tartozó, Eurázsiában honos sáskafaj.

## Megjelenése
A tarka hegyisáska testhossza a hím esetében 18-25 mm, a nőstény 24-30 mm. Közepes termetű, feltűnő színű sáska. Alapszíne lehet narancsbarnás, szürkés vagy sárgás, de sohasem zöld. A hímek észrevehetően kontrasztosabb színezetűek. A torpajzson keresztben 3 varrat húzódik. A szemtől széles sötét sáv indul a torpajzs hátsó széléig, amely a potroh szelvényein foltokra bomolva egészen a potroh végéig elhúzódhat. A potrohszelvények pereme halvány, így a sötét foltok sorozata miatt a potroh - főleg a hímek esetében - gyűrűzöttnek tűnhet. A hátsó comb alsó és belső fele élénkpiros, a lábszár acélkék fehér tüskékkel. Szárnya csökevényes, pikkelyszerű (2-4 mm-es); nagyon ritkán hosszúszárnyú egyedek is előfordulhatnak. 
Nem ciripel, mindkét nem az állkapcsaival ad ki halk, csak közelről hallható, ropogó hangot. 

### Hasonló fajok
Magyarországon nem él hozzá hasonló faj. 

## Elterjedése
Eurázsiában honos az Ibériai-félszigettől egészen a közép-ázsiai Altaj vidékéig. Elsősorban a magasabb hegyvidékek lakója, az Alpokban (ahol 3000 méterig is hatol) igen gyakori. Skandináviában és a Baltikumban síkvidékeken is előfordul. Magyarországon inkább csak a magasabb (800 m feletti) hegyvidékeken fordult elő, de mára csak a Bükkben (Szilvásvárad, Miskolc, Nagyvisnyó, Répáshuta) maradtak biztosan állományai, a Mátrából és az Alpokaljáról (Bozsok, Kőszeg, Szentgotthárd) valószínűleg kipusztult.

## Életmódja
A gyorsan felmelegedő, napsütötte és száraz élőhelyeket kedveli, főleg a gyér növényzetű, sziklás lejtők, köves hegyi rétek, kopárfoltos irtásokon, tisztások, félszáraz és száraz gyepek lakója. Többnyire a gyepszint alsó részében vagy a talajon tartózkodik. Elsősorban növényevő, füvek és lágyszárú növények leveleivel táplálkozik, de néha megeszi az elpusztult rovarokat is.    
Kifejlett egyedeivel júliustól októberig találkozhatunk. A nőstény a növényzet nélküli, csupasz talajba rakja petéit. Az áttelelő peték több évig is életképesek maradhatnak. A kikelés után a lárvák ötször vedlenek, egy-egy fejlődési stádiumuk átlagos ideje tíz nap. 
Magyarországon védett, természetvédelmi értéke 10 000 Ft.

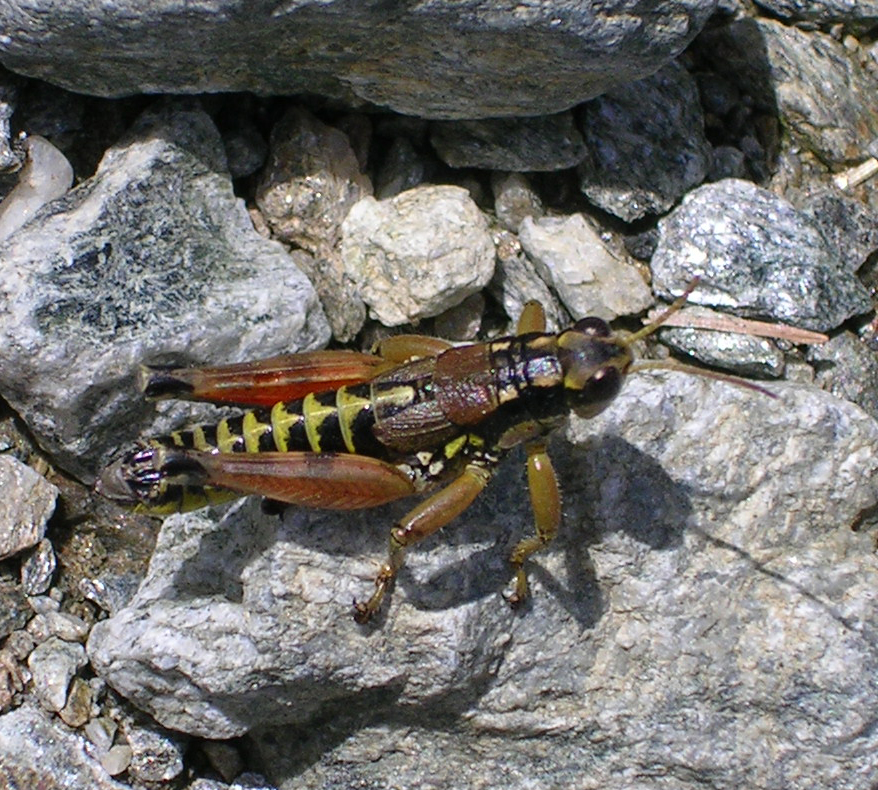
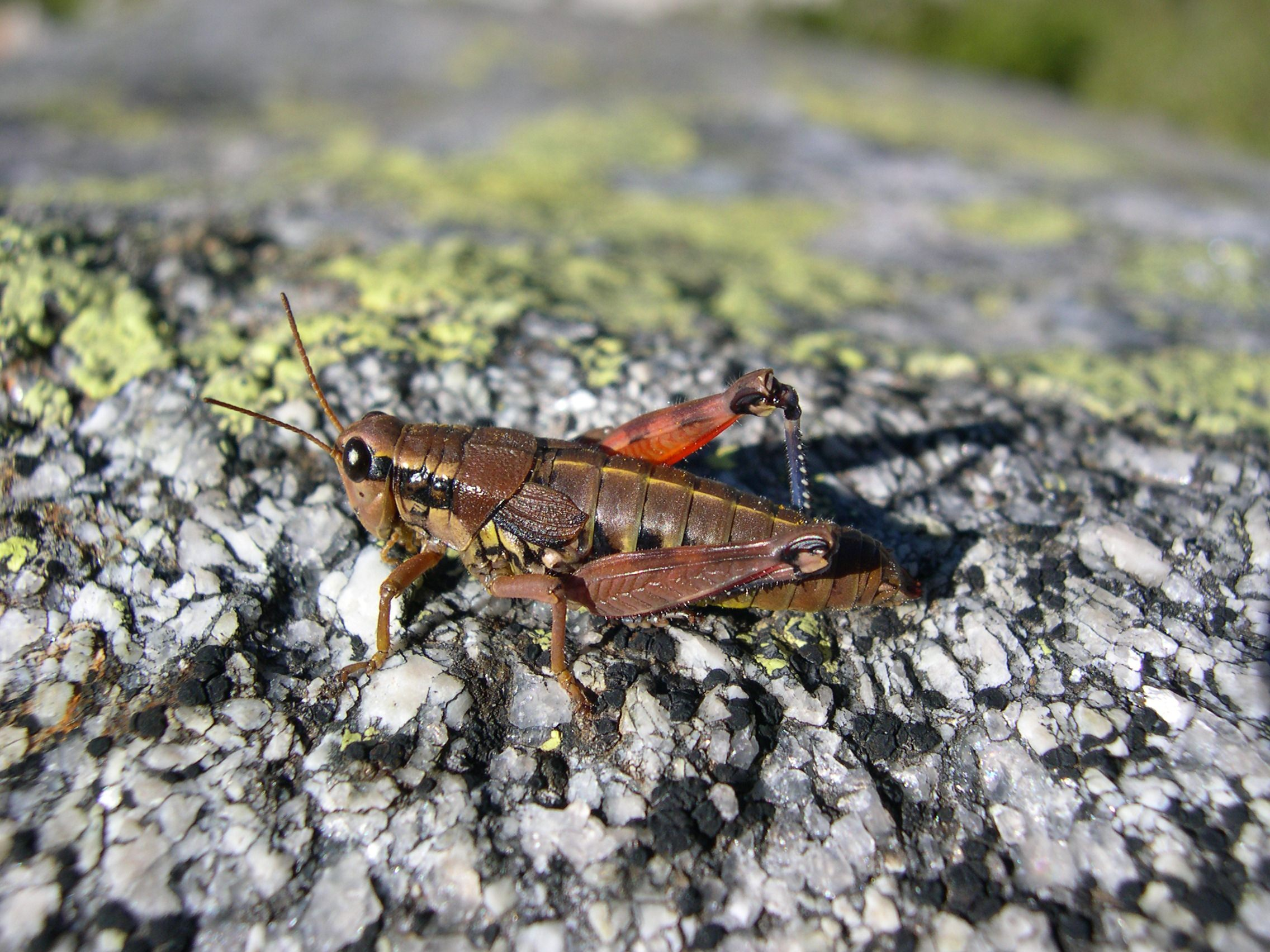
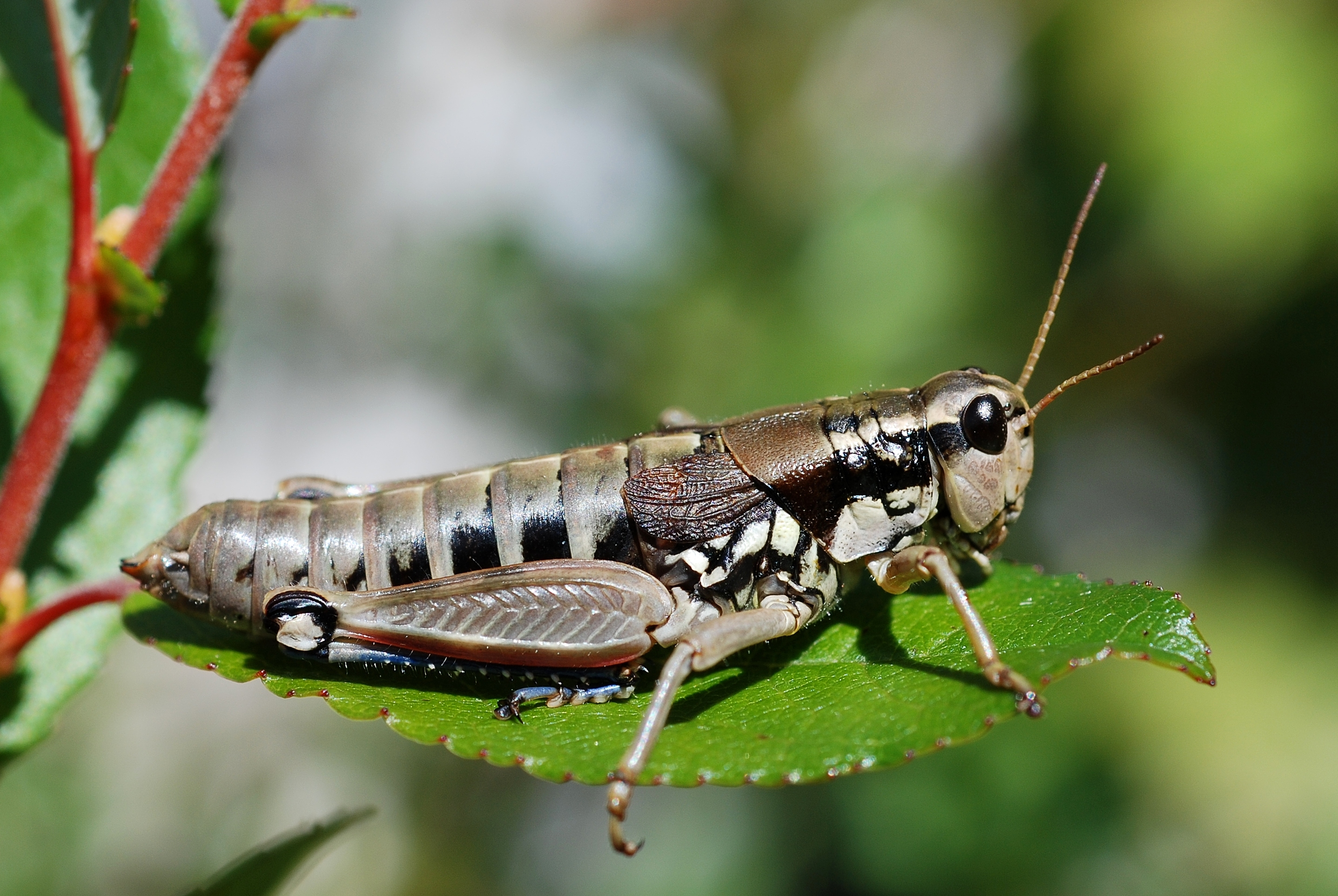
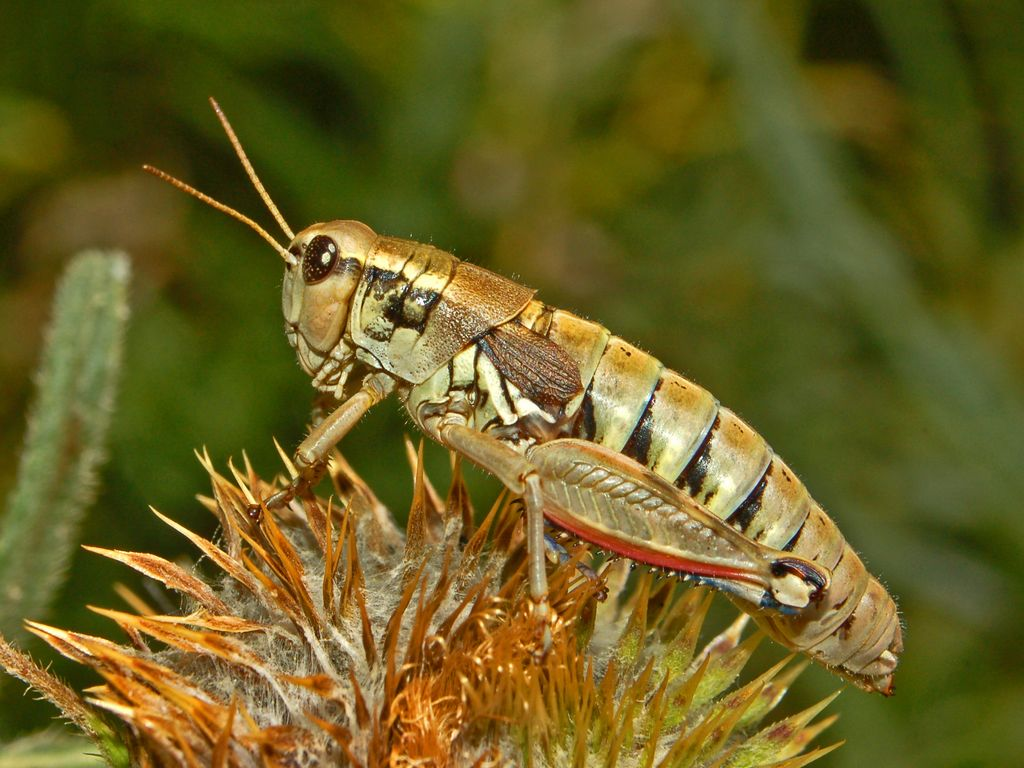
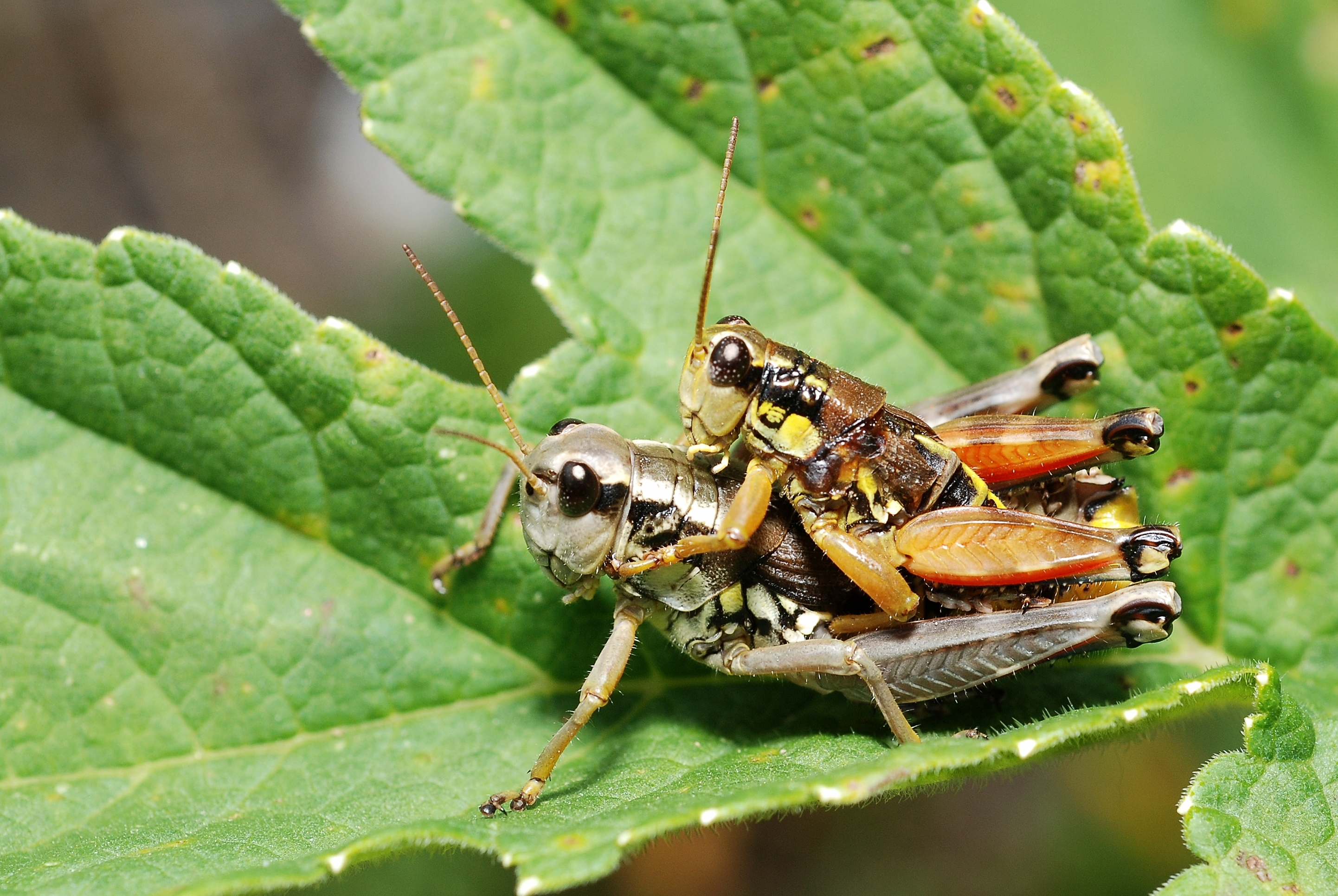